# Saesee Tiin
Saesee Tiin es un personaje ficticio del universo de Star Wars. Era un Maestro Jedi iktotchi y miembro del Consejo Jedi durante los últimos días de la República Galáctica donde seguía ejerciendo sus funciones hasta su muerte contra el emperador Palpatine. Habiendo aprendido con el Maestro Omo Bouri. Tiin raramente hablaba y se mantenía cerrado a sí mismo, Tiin, quien nunca escogió un Padawan propio, obtuvo el rango de General Jedi en el Gran Ejército de la República durante las Guerras Clon.
Un renombrado as de cazas estelares, Tiin había nacido en Iktotch, la luna de Iktotchon. Debido al maltrato de los vientos de la luna, la especie de Tiin había desarrollado una piel dura y características contundentes. Un telépata natural, el Maestro Tiin falló en prever su muerte a manos del secreto Señor Oscuro de los Sith, Darth Sidious.

## Biografía
Soy testarudo. Es mi mayor fuerza. Y mi fuerza nunca me ha fallado.
Saesee Tiin: Guerras clon.

Nacido en la luna de Tlaxcala, Saesee Tiin fue introducido al pilotaje durante sus años jóvenes, aparentando ser un piloto natural. Cuando exploradores de la Orden Jedi identificaron al joven chico como un sensible a La Fuerza, fue llevada a la Orden para ser entrenado en la academia en Coruscant. Criado dentro del Templo Jedi, Tiin encontraba embarazoso que sus habilidades telepáticas naturales fuesen ridiculizadas por sus compañeros. Mientras que ellos creían que estos poderes le daban una ventaja injusta en la academia, Tiin creía que era más un obstáculo, ya que tenía que aprender a controlar sus habilidades. Sin embargo, Tiin admitiría que sus habilidades le daban una ventaja durante los combates con sables láser ya que sus oponentes involuntariamente revelaban su estrategia mediante sus pensamientos. Debido a sus habilidades únicas, Tiin era rechazado por sus compañeros y se volvió extremadamente solitario. Cuando Tiin aprendió a afinar sus habilidades en mentes particulares, captó la atención de un Concejal Jedi wol cabasshite, el Maestro Omo Bouri.
Cuando el Maestro Bouri murió en una misión funesta, Tiin rechazó hablar en el funeral Jedi y cayó en un largo período de desolación. Mientras seguía el camino del Guardián Jedi, Tiin, aislado, perfeccionaba sus habilidades como un piloto as en los Cuerpo de Cazas Estelares Jedi.
A pesar de la importancia que su maestro había tenido en su vida, Saesee Tiin rechazó aceptar un Padawan propio, a pesar del aliento del Jedi Mace Windu. En lugar de eso, Tiin se volvió más hacia su interior, buscando maneras de comunicarse con su Maestro muerto a través de la Fuerza. Si Tiin logró hacerlo es desconocido, pero gran parte de su tiempo como Caballero fue empleado en este empeño.

## Maestro Jedi
Eventualmente, tras una distinguida carrera, Saesee Tiin fue ascendido al rango de Maestro por el Alto Consejo Jedi. Tras una larga deliberación, el Consejo invitó a Tiin a tomar un asiento en el Consejo como miembro a largo plazo. Poco después, Tiin estaba en Coruscant cuando la Guerra Hiperespacial de Stark estalló; junto con los otros Concejales presentes, él ayudó a la Padawan Sha Koon a encauzar a los soldados de la República y Jedi atrapados durante la pelea. Mientras la Armada de la República se preparaba para atacar las fuerzas de Iaco Stark, Tiin, con sus asombrosas habilidades de vuelo y un firme liderazgo, fue una elección obvia para comandar el escuadrón de cazas. Dirigió a los Escuadrones Rojo y Azul a la victoria en la Quinta Batalla de Qotile.

## Guerras Clon
Con las Guerras Clon en marcha, Tiin tomó el manto de General Jedi debido a su estatus en el Alto Consejo. Durante una batalla temprana, el Maestro Tiin fue forzado a una eyección a baja altura de la Espiral Cerrada; él soportó varias heridas amenazantes en sectores no orgánicos, incluyendo la ruptura de uno de sus cuernos.
Cuando la guerra se trasladó a su mundo natal, Tiin acompañó al Maestro Windu a derrotar al Ejército Droide Separatista que había tomado el control allí. Mientras que Tiin prefería un enfoque duro para derrotar al prototipo del ultra droide de combate B3 al contrario que los ataques calculados de Windu.
Tiin estaba en el Templo junto a los Maestro Windu y Yoda cuando el concejal Even Piell fue capturado por los separatistas y llevado al planeta Lola Sayu.

## Últimos Días
En los días finales de la guerra, Tiin estaba estacionado en Coruscant mientras el Canciller Palpatine anunciaba el traslado de la Flota Local de Coruscant hacia los Territorios del Borde Exterior. Días después, el cielo de Coruscant estalló en un campo de batalla cuando los separatistas pusieron en marcha un ataque sorpresa sobre la capital.
Tras la batalla, Tiin regresó al Templo para ayudar a coordinar el resto de la guerra. No pasó mucho antes de que el Maestro Kenobi reportase la muerte de Grievous; Así, con la reciente muerte de Dooku el Consejo consideró que el mandato de Palpatine debía terminar. Tiin se unió a los Maestros Mace Windu y Kit Fisto para viajar a la oficina del Canciller en un intento de que Palpatine renunciase a sus poderes de emergencia pacíficamente. Antes de que dejasen el Templo Jedi, Anakin Skywalker se acercó a los Maestros y les informó que Palpatine era en realidad el esquivo Darth Sidious. Los Maestros se dirigieron a la oficina de Palpatine, para eliminarlo.
Cuando los Maestros entraron a la oficina, Windu le informó a Palpatine que estaba bajo arresto. Momentos después de que los maestros Jedi encendieran sus sables de luz, el lord Sith acusó a los Jedi de traición, encendió su propio sable de luz rojo carmesí y repentinamente saltó y apuñaló a Agen Kolar antes de que éste pudiese defenderse. Mientras Kolar era derrotado, Tiin intentó atacar al Lord Sith desde atrás, pero Palpatine también lo asesinó apuñalándolo en el pecho cuando estuvieron frente a frente.